# Sauk City
Sauk City es una villa ubicada en el condado de Sauk en el estado estadounidense de Wisconsin. En el Censo de 2010 tenía una población de 3.410 habitantes y una densidad poblacional de 765,92 personas por km².

## Geografía
Sauk City se encuentra ubicada en las coordenadas 43°16′24″N 89°43′57″O / 43.27333, -89.73250. Según la Oficina del Censo de los Estados Unidos, Sauk City tiene una superficie total de 4.45 km², de la cual 3.95 km² corresponden a tierra firme y (11.34%) 0.51 km² es agua.

## Demografía
Según el censo de 2010, había 3.410 personas residiendo en Sauk City. La densidad de población era de 765,92 hab./km². De los 3.410 habitantes, Sauk City estaba compuesto por el 94.63% blancos, el 0.18% eran afroamericanos, el 0.88% eran amerindios, el 0.35% eran asiáticos, el 0% eran isleños del Pacífico, el 2.82% eran de otras razas y el 1.14% pertenecían a dos o más razas. Del total de la población el 4.99% eran hispanos o latinos de cualquier raza.